# Assioma dell'infinito
Nella teoria degli insiemi, l'assioma dell'infinito è uno degli assiomi della teoria degli insiemi di Zermelo-Fraenkel.
Nel linguaggio formale degli assiomi di Zermelo-Fraenkel, l'assioma si scrive:
{\displaystyle \exists X:\varnothing \in X\land (\forall x:x\in X\implies x\cup \{x\}\in X),}
oppure a parole:
Esiste un insieme {\displaystyle X} tale che l'insieme vuoto è in {\displaystyle X} e tale che ogni volta che {\displaystyle x} è un elemento di {\displaystyle X,} l'insieme formato dall'unione di {\displaystyle x} con il suo singoletto {\displaystyle \{x\}} è anch'esso un elemento di {\displaystyle X.} Tale insieme {\displaystyle X} è talvolta chiamato apodittico o insieme induttivo.
Per comprendere questo assioma, per prima cosa definiamo il successore di {\displaystyle a} come {\displaystyle a\cup \{a\}.} Si noti che l'assioma della coppia ci permette di costruire il singoletto {\displaystyle \{a\}} per ogni insieme {\displaystyle a.} I successori sono usati per definire i numeri naturali. In questa costruzione, lo zero è l'insieme vuoto ({\displaystyle 0=\{\}}), e 1 è il successore di 0:
{\displaystyle 1=0\cup \{0\}=\{\}\cup \{0\}=\{0\}.}
Allo stesso modo, 2 è il successore di 1:
{\displaystyle 2=1\cup \{1\}=\{0\}\cup \{1\}=\{0,1\},}
e così via. Una conseguenza di questa definizione è che ogni numero naturale è uguale all'insieme di tutti i numeri naturali precedenti.
Potremmo avere la tentazione di formare l'insieme {\displaystyle \mathbb {N} =\{0,1,2,\ldots \}} di tutti i numeri naturali ma la sua esistenza non è garantita dagli altri assiomi. L'assioma dell'infinito, assumendo l'esistenza di un insieme apodittico {\displaystyle X,} garantisce che l'insieme dei numeri naturali {\displaystyle \mathbb {N} } possa essere definito come l'intersezione di tutti gli insiemi apodittici contenuti in {\displaystyle X.} L'insieme {\displaystyle \mathbb {N} } ottenuto a partire da {\displaystyle X} sembra dipendere da questo: scegliendo un altro insieme {\displaystyle Y} apodittico si potrebbe ottenere {\displaystyle \mathbb {N} '} in {\displaystyle Y.} In effetti, basta osservare che {\displaystyle X\cap Y\neq \varnothing } è apodittico: quindi {\displaystyle \mathbb {N} \subseteq X\cap Y\subseteq Y} da cui segue{\displaystyle \mathbb {N} '\subseteq \mathbb {N} } come {\displaystyle \mathbb {N} '\subseteq X\cap Y\subseteq X} e quindi {\displaystyle \mathbb {N} \subseteq \mathbb {N} '} ossia {\displaystyle \mathbb {N} '=\mathbb {N} }. L'insieme {\displaystyle \mathbb {N} } è unico ed esiste grazie all'assioma dell'infinito.
Quindi l'importanza dell'assioma dell'infinito è che consente di affermare che:
Esiste un insieme che contiene tutti i numeri naturali.
L'assioma dell'infinito è anche uno degli assiomi di von Neumann-Bernays-Gödel.